# Karl Vorhölzer
Karl Vorhölzer (* 1810 in Memmingen; † 1887 in Diessen am Ammersee) war deutscher Maler, Freskant und Wandmaler.

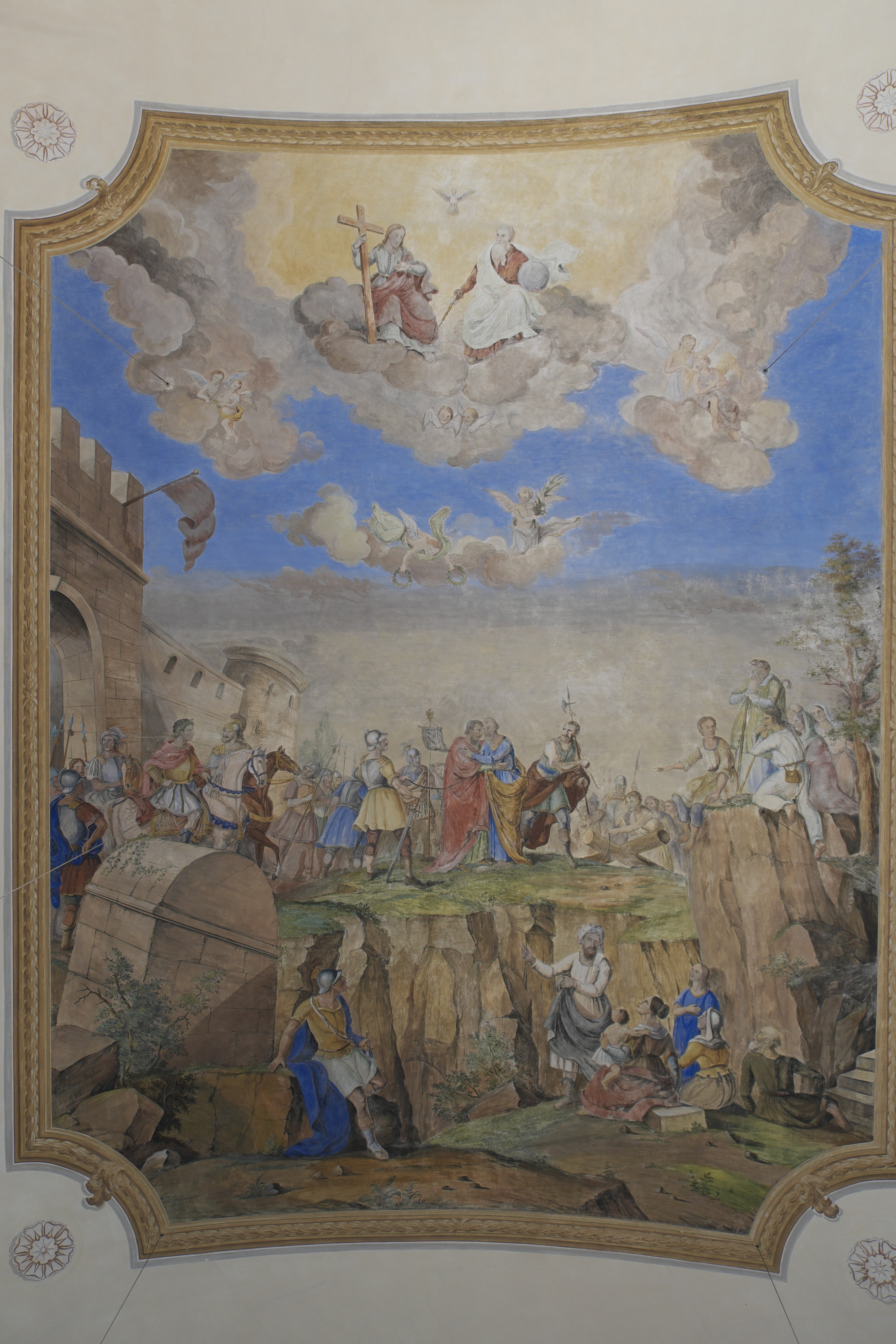
Deckengemälde in der Pfarrkirche von Oberigling

Von ihm stammt das große Deckengemälde im Langhaus der katholischen Pfarrkirche St. Peter und Paul in Oberigling mit der Signatur „Vorhölzer in Diessen 1853“. Es zeigt die Kirchenpatrone Petrus und Paulus. Ein weiteres Werk von ihm ist die Malerei an der Westempore von St. Alban in Diessen. Sie zeigt die Prozession nach St. Alban.